# Louis Pergaud
Louis Pergaud (22 de Janeiro de 1882 - 8 de Abril de 1915) foi um escritor  e soldado francês, sua obra mais famosa é "A guerra dos botões", escrita em 1912. Em 1915 foi morto enquanto servia ao exército francês na Primeira guerra mundial.

## Infância
Teve sua infância na cidade de Landresse, ao leste da França, próximo à fronteira com a Suíça, cidade conhecida pela suas tradições rurais que se mantém vivas até hoje.

## Trabalhos
Seu primeiro trabalho foi publicado em 1910, e foi seguido por um livro de poesias e histórias curtas chamado De Goupil à Margot. No mesmo ano, que venceu o Prêmio Goncourt. O seu trabalho incidiu sobre as semelhanças entre o amoral referente aos instintos animais com o imoral dos seres humanos, uma atitude em sombra de dúvidas orientada por seu fervoroso antimilitarismo, uma atitude que ele desenvolveu no Serviço Nacional, em 1902. Em 1911 a sua primeira coleção de pequenas histórias sobre animais, La Revanche du Corbeau apareceu, seguido do romance Le Roman de Miraut tratando do mesmo tema. Ele escreveu muitas outras histórias sobre o reino animal, que seriam publicadas postumamente.

## Influências
A guerra dos botões assume declaradamente o exemplo de Rabelais, um escritor brincalhão e desbocado que gozava todo mundo, mas especialmente os hipócritas. Pergaud dá até mesmo ares de majestade a Rabelais chamando-o de "François I". No prefácio de "A guerra dos botões" Pergaud diz: 

## Morte
No fim, como que uma irônia, um pacifista, dotado de sentimentos antimilitares, acabou por ser morto no dia 8 de abril de 1915, juntamente com outros de seus compatriotas que assim como ele já se encontravam feridos. 